# Neptosternus rajasthanicus
Neptosternus rajasthanicus är en skalbaggsart som beskrevs av Vazirani 1975. Neptosternus rajasthanicus ingår i släktet Neptosternus och familjen dykare. Inga underarter finns listade i Catalogue of Life.